# 尤里·奥加涅相
尤里·特索罗克维奇·奥加涅相（俄语：Юрий Цолакович Оганесян；1933年4月14日—），亞美尼亞裔俄罗斯原子核物理学家。出生于俄罗斯著名城市顿河畔罗斯托夫，曾与其领导的实验小组发现元素周期表最重的元素。他是继格伦·西奥多·西博格之后第二位在世时名字被用来命名化学元素的人。

## 经历
奥加涅相于1956年毕业于莫斯科工程物理学院，并分配到杜布纳联合原子核研究所工作，后担任该所弗廖罗夫核反应实验室主任和首席科学家。2009年，国际纯粹与应用物理学会承认了他所发现的新元素，并用弗廖罗夫核反应实验室命名（Flerovium）。2016年11月，國際純化學和應用化學聯合會宣佈把奥加涅相發現的第118號元素命名為鿫。

## 拓展阅读
- 个人简介 （页面存档备份，存于）

## 引用
1. ↑  .   [2014-06-25]. （原始内容存档于2016-06-04）.
2. ↑  .   [2016-06-10]. （原始内容存档于2007-10-19）.
3. ↑  .   [2014-06-25]. （原始内容存档于2016-06-12）.
4. ↑  . 国际化学学会. 2009-09-30  [2016-06-13]. （原始内容存档于2016-06-23）.
5. ↑  . IUPAC. 2016-11-30  [2016-12-02]. （原始内容存档于2016-11-30）.